# Seznam osebnosti iz Mestne občine Maribor
Seznam osebnosti iz Mestne občine Maribor vsebuje osebnosti, ki so se rodile, delovale ali umrle v Mestni občini Maribor.

## Do 19. stoletja
- Ivan Anton Apostel (6. junij 1711, Maribor –8. november 1784, Celje), leksikograf, pridigar, duhovnik, redovnik, kapucin; prvi pomemben mariborski pisec slovenskih besedil
- Ivan Benedikt Gründel (okoli 1635, Krzyżowa, Poljska – 4. november 1705, Maribor), zdravnik - "mestni fizik"
- Israel Isserlin (1390, Maribor – 1460, Dunajsko Novo mesto), rabin, pisec
- Primož Lavrenčič (3. junij 1703, Vrhpolje – 10. avgust 1758, Maribor), pisatelj, pridigar, duhovnik in jezuit
- Jožef Menzinger (10. marec 1751, Gradec – 30. junij 1814, Maribor), knjigovez in knjigarnar
- Ivan Narat (13. december 1777, Dogoše – 2. avgust 1806, Drava, Maribor), duhovnik in slavist
- Franc Piterich (? – pred 1797), knjigovez; leta 1767 izdal najstarejšo slovensko knjigo, založeno v Mariboru
- Franc Krištof Reiss (Lipnica – 25. marec 1711, Maribor), kipar
- Gašper Rojko (1. januar 1744, Metava – 20. april 1819, Praga), duhovnik in teolog
- Janez Jakob Schoy (20. julij 1686, Maribor – april 1733, Gradec), kipar
- Franc Anton Schütz (4. september 1753, Celovec – 27. marec 1809, Maribor), tiskar
- Janez Walz (med 1720 in 1742, Maribor), kipar
- Clement Welzer von Eberstein (okoli 1525, Maribor – julij 1598, Maribor), protestant
- Kristof Willenrainer (okoli 1523), mestni sodnik
- Joseph Anton Zeckl (okoli 1692 – 30. december 1757, Maribor), zlatar
- Jurij Žehel (okoli 1500, Kamnik – maj 1586, Maribor), duhovnik

## 19. stoletje
- Anton Aškerc (9. januar 1856, Globoko/Senožete – 10. junij 1912, Ljubljana), pesnik, prevajalec, urednik, duhovnik; na bogoslovju v Mariboru študiral teologijo 1877–1881; bil je urednik Lipice, rokopisnega glasila mariborskih bogoslovcev
- Martin Bedjanič (8. november 1855, Središče ob Dravi – 7. januar 1931, Maribor), šolnik, filolog
- Franc Cvetko (14. september 1789, Dornava – 5. julij 1859, Maribor), narodni buditelj, pesnik, duhovnik in leksikograf
- Franc Čepe (22. avgust 1802, Gaj nad Mariborom – 23. julij 1861, Jareninski Dol), duhovnik
- Ferdinand Dominkuš (9. julij 1829, Kalsdorf bei Graz, Avstrija – 23. januar 1901, Maribor), pravnik in politik; pridobil si je mnogo zaslug v boju za uradovanje v slovenščini; je soustanovitelj mariborske Čitalnice
- Anton Ferlinz (12. maj 1795, Maribor – 30. junij 1883, Maribor), knjigovez in knjigarnar
- Jernej Glančnik (22. avgust 1844, Sv. Štefan – 14. januar 1905, Maribor), narodni gospodar; bil predsednik mariborske Čitalnice
- Marko Glaser (21. april 1806, Smolnik – 9. december 1889, Malečnik), pisatelj in duhovnik
- Hermann Goedel-Lannoy (7. april 1820, Maribor – 21. maj 1892, Maribor), politik
- Ivan Gottweis (26. december 1779, Maribor – 1. maj 1851, Ljutomer), politik in mecen
- Lavoslav Gregorec (17. december 1839, Destrnik – 22. oktober 1924, Nova Cerkev), politik, duhovnik in kanonik; v Mariboru je študiral bogoslovje in postal profesor teologije; v letih 1875–1885 je bil urednik takrat edinega slovenskega časnika na Štajerskem, mariborskega Slovenskega gospodarja; zaradi nacionalne zavzetosti so ga premestili v Novo Cerkev
- Janez Habsburško-Lotarinški (20. januar 1782, Firence – 11. maj 1859, Gradec), nadvojvoda in feldmaršal; leta 1819 je v Mariboru ustanovil podružnico graške Kmetijske družbe; leta 1883 so mu v Mariboru postavili spomenik, ki pa so ga leta 1918 odstranili iz mestnega parka in je zdaj v Pokrajinskem muzeju
- Franc Hafner (1. avgust 1839, Gornji Grad – 2. november 1876, Maribor), stenograf, šolnik
- Gašpar Harman (2. januar 1777, Ljubljana – 19. januar 1834, Malečnik), slovenist in duhovnik
- Franc Hauptmann (2. marec 1847, Gaj nad Mariborom – 29. januar 1925, Ljubljana), pisec in učitelj
- Lavrencij Herg (9. avgust 1829, Središče ob Dravi – 28. avgust 1906, Maribor), nabožni pisatelj, duhovnik, stolni prošt; kot duhovnik služboval v Mariboru in njegovi okolici; sodeloval je pri ustanovitvi mariborske čitalnice
- Kalist Heric (8. marec 1850, Vučja vas – 26. maj 1925, Maribor), duhovnik, redovnik, frančiškan, konzistorialni svetnik
- Matija Heric (13. februar 1855, Bučečovci – 25. februar 1927, Maribor), šolnik in učitelj
- Karel Hribovšek (1846, Tabor – 15. maj 1916, Maribor), duhovnik, teolog in stolni prošt
- Ludovik Hudovernik (15. avgust 1859, Stična – 16. maj 1901, Maribor), glasbenik, skladatelj, zborovodja in pianist
- Edvard Janschitz (18. september 1827, Maribor – 23. junij 1882, Maribor), tiskar
- Josip Jurčič (4. marec 1844, Muljava – 3. maj 1881, Ljubljana), pisatelj, časnikar; pomočnik urednika časnika Slovenski narod v Mariboru (1868–1872); leta 1869 je želel v Mariboru ustanoviti nov časnik Glasnik, list za zabavo, književnost in pouk, ki je doživel le eno izdajo
- Ottokar Kernstock (25. julij 1848, Maribor – 5. november 1928, Burg Festenburg, Avstrija), avstrijski pesnik, pisatelj in duhovnik.
- Ernest Klavžar (8. januar 1841, Vipava – 10. november 1920, Maribor), politik, časnikar
- Franc Kolenc (25. januar 1838, Središče ob Dravi – 16. julij 1904, Maribor), pisatelj, publicist, duhovnik
- Janez Koprivnik (4. december 1849, Gorenje pri Zrečah – 9. december 1912, Maribor), šolnik
- Janko Košan (14. december 1857, Ponikva pri Žalcu – 12. januar 1927, Maribor), šolnik
- Angelina Križanič (Terezija) (15. avgust 1854, Boreci – 8. februar 1937, Maribor), redovnica, šolska sestra, vrhovna prednica
- Avguštin Kukovič (3. avgust 1849, Šentjur – 19. april 1889, Maribor), duhovnik
- Anton Lah (3. januar 1803, Jareninski Dol – 26. julij 1861, Limbuš), prevajalec, pesnik in duhovnik
- Luka Lavtar (20. oktober 1846, Železniki – 9. marec 1915, Maribor), matematik
- Friderik Leyrer (17. julij 1808, Maribor – 20. oktober 1880, Maribor), knjigotržec
- Janez Majciger (15. november 1829, Kranjska Gora – 16. avgust 1909, Maribor), etnolog in filolog
- Georg Mally (13. januar 1793, Lipnica – 25. april 1858, Maribor), naravoslovec
- Peregrin Manich (29. oktober 1812, Úpice, Češka – 15. april 1897, Maribor), zborovodja
- Blaž Matek (3. februar 1852, Gornji Grad – 29. januar 1910, Maribor), matematik
- Martin Matek (15. november 1860, Gornji Grad – 23. junij 1930, Maribor), cerkveni pravnik in duhovnik
- Jurij Matjašič (22. april 1808, Pacinje – 12. maj 1892, Maribor), duhovnik in slavist
- Franc Miklošič (20. november 1813, Radomerščak – 7. marec 1891, Dunaj), jezikoslovec, slavist, filolog in odvetnik; v Mariboru obiskoval gimnazijo
- Janez Miklošič (29. maj 1823, Radomerščak – 3. avgust 1901, Maribor), glasbenik, učitelj in zborovodja; v Mariboru poučeval petje in veljal za dobrega organista
- Ivan Mlakar (5. junij 1845, Župečja vas – 16. april 1914, Maribor), teolog, novinar in duhovnik
- Aleksander Nagy (9. februar 1834, Ptuj – 9. julij 1909, Maribor), gradbenik; bil je mariborski župan
- Ignacij Orožen (30. januar 1819, Laško – 13. april 1900, Maribor), zgodovinar in duhovnik
- Jožef Pajek (29. julij 1843, Prežigal – 25. julij 1901, Maribor), folklorist, zgodovinar in duhovnik
- Milan Pajk (19. december 1876, Maribor – 18. junij 1913, Ljubljana), geograf in zgodovinar
- Mihael Pikl (24. september 1814, Celje – 25. januar 1867, Maribor), duhovnik in pisatelj
- Matija Prelog (27. september 1813, Hrastje – Mota – 27. januar 1872, Maribor), politik in zdravnik; bil je soustanovitelj mariborske Čitalnice
- Rudolf Gustav Puff (10. julij 1808, Groß Sankt Florian, Avstrija – 20. junij 1865, Maribor), publicist in pravnik
- Margareta Puhar (6. marec 1818, Janžev Vrh – 6. marec 1901, Maribor), redovnica
- Fran Rapoc (28. marec 1842, Malečnik – 28. maj 1882, Maribor), pravnik in gospodarstvenik; je prvi slovenski gospodarski organizator mariborskega meščanstva in delavstva
- Amand Rak (10. oktober 1847, Ljubljana – 28. september 1919, Maribor), zdravnik in muzealec; ustanovitelj mestnega muzeja in Muzejskega društva v Mariboru
- Matevž Reiser (18. april 1830, Weilersbach, Nemčija – 27. december 1895, Maribor), politik in pravnik; bil mariborski župan
- Otmar Reiser st. (1792, Villingen – 1868, Maribor), notar; bil mariborski župan
- Otmar Reiser ml. (21. december 1861, Dunaj – 31. marec 1936, Hrastje), ornitolog
- Josip Viktor Ribič (16. februar 1846, Šetarova – 5. marec 1874, Maribor), pravnik in publicist
- Matija Robič (21. avgust 1802, Maribor – 20. januar 1892, Gradec), cerkveni zgodovinar in duhovnik
- Henrik Schreiner (1. julij 1850, Ljutomer – 14. april 1920, Maribor), pedagog, šolnik; v Mariboru na Mladinski ulici stoji njegov kip
- Janko Sernec starejši (19. oktober 1834, Slovenska Bistrica – 25. januar 1909, Maribor), politik, pravnik, narodni buditelj, sociolog
- Franc Simonič (30. november 1803, Levanjci – 15. april 1866, Gaj nad Mariborom), duhovnik
- Anton Martin Slomšek (26. november 1800, Uniše – 24. september 1862, Maribor), škof, pisatelj, pesnik, pedagog, blaženi; leta 1859 je v Mariboru ustanovil bogoslovje in teološko šolo ter prenesel škofijski sedež iz Št. Andraža Maribor; pokopan je v mariborski stolnici; po njem se v Mariboru danes imenujejo: Škofijska gimnazija Antona Martina Slomška, Slomškov trg, Župnija blaženega škofa Antona Martina Slomška
- Franc Sorčič (8. februar 1818, Župelevec –22. november 1883, Maribor), duhovnik in prošt
- Feliks Stegnar (16. maj 1842, Brdo pri Lukovici – 24. oktober 1915, Maribor), glasbenik in skladatelj
- Jakob Maksimilijan Stepišnik (22. julij 1815, Celje – 28. junij 1889, Maribor), škof in filozof
- Ivan Strelec (21. junij 1864, Nova vas pri Markovcih – 9. april 1914, Maribor), folklorist, zgodovinar in učitelj
- Bonaventura Suhač (9. avgust 1853, Jamna – 10. junij 1891, Maribor), pesnica, vzgojiteljica in redovnica
- Josip Šorn (13. marec 1855, Celje – 15. maj 1912, Maribor), filolog
- Matej Štrakl (1. september 1866, Križevci – 21. oktober 1928, Malečnik), pisec in duhovnik
- Jožef Šubic (20. december 1802, Mokronog – 21. april 1861, Maribor), publicist in prevajalec
- Andrej Tangič (17. december 1752, Maribor – okoli 1825, Maribor), mehanik in konstruktor
- Andreas Tappeiner (30. november 1810, Maribor – 29. februar 1868, Maribor), industrialec in poslanec; Bil mariborski župan
- Wilhelm von Tegetthoff (23. december 1827, Maribor – 7. april 1871, Dunaj), mornariški častnik in viceadmiral
- Filip Terč (30. marec 1844, Prapořištĕ, Češka – 28. oktober 1917, Maribor), zdravnik
- Lovro Toman (10. avgust 1827, Kamna Gorica – 15. avgust 1870, Rodaun, Dunaj), pravnik, govornik, pesnik in poslanec; leta 1862 je napisal besedilo za pesem Mar i Bor, ki jo je na proslavi v počastitev obletnice prve mariborske čitalnice zapel Čitalniški pevski zbor
- Anton Tomšič (26. maj 1842, Dedni Dol – 26. maj 1871, Maribor), novinar in pravnik; prvi glavni urednik Slovenskega naroda
- Pavel Turner (21. januar 1842, Planica – Fram – 25. september 1924, Maribor), publicist, mecen in vzgojitelj
- Lovro Vogrin (6. avgust 1809, Zgornja Senarska – 11. december 1869, Maribor), narodni buditelj in duhovnik
- Jernej Voh (24. avgust 1844, Arnače – 20. januar 1916, Maribor), duhovnik, zgodovinar in pisec
- Stanko Vraz (30. junij 1810, Cerovec – 20. maj 1851, Zagreb), pesnik, pisatelj, prevajalec in literarni kritik; v Mariboru obiskoval gimnazijo
- Rudolf Wagner (31. avgust 1851, Dunaj – 26. december 1915, Maribor), skladatelj in zborovodja
- Karl Wibmer (17. september 1864, Maribor – 6. junij 1891, Schladming), slikar
- Franc Wiesthaler (25. december 1825, Maribor – 22. oktober 1890, Maribor), časnikar in politik
- Hugo Wolf (13. marec 1860, Slovenj Gradec – 22. februar 1903, Dunaj), skladatelj; V Mariboru obiskoval šolo
- Bartholomeus Waldscheck (23. avgust 1792, München – 5. junij 1845, Maribor), pasar
- Angelo Zoratti (18. april 1839, Videm – 16. marec 1913, Maribor), slikar in rezbar

## 20. stoletje
- Jožef Ajlec (18. marec 1874, Lastomerci – 19. september 1944, Dunaj), kipar; učil se je v rezbarski delavnici v Mariboru; nekaj njegovih del je danes v Umetnostni galeriji Maribor
- Joža Ambrož (7. april 1925, Ptuj – 13. oktober 2015, Slovenska Bistrica), profesorica; delovala v Mariboru; bila je vodja Mariborskega okteta in sodelavka Opere SNG Maribor
- Jože Babič (13. februar 1917, Povžane – 10. maj 1996, Ljubljana), režiser in igralec; bil sodelavec SNG Maribor in prijatelj Toneta Partljiča
- Anton Bajde (20. januar 1906, Zadar – 22. april 1993, Ljubljana), violončelist in pedagog; leta 1945 ustanovil Državno nižjo in srednjo glasbeno šolo v Mariboru, sodeloval v mariborskem gledališkem orkestru in organiziral koncerte v Unionski dvorani
- Franjo Baš (22. januar 1899, Kamenče – 30. april 1967, Ljubljana) geograf, zgodovinar, etnolog, arheolog, muzealec, konservator; poučeval na klasični gimnaziji v Mariboru, bil ravnatelj Banovinskega arhiva v Mariboru in Pokrajinskega muzeja Maribor; Leta 1937 je pridobil Mariborski grad za muzejske namene. napisal je več zgodovinskih del o Mariboru ter vodil arheološka izkopavanja v okolici; pred Pokrajinskim muzejem v Mariboru so mu 1971 spominsko ploščo odkrili in po njem poimenovali ulico
- Franc Baudaš (15. avgust 1908, Dornberg – 16. december 1992, Ljubljana), sadjar. Leta 1951 je prevzel vodstvo obnove sadjarstva pri okrajni zadružni zvezi v Mariboru.
- Jan Baukart (14. december 1889, Celje – 27. oktober 1974, Maribor), šolnik, pisec, prevajalec; v Mariboru ustanovil Pionirsko knjižnico; za svoje delo je 1968 dobil nagrado mesta Maribor
- Emerik Beran (17. oktober 1868, Brno – 11. marec 1940, Ljubljana), violončelist, glasbeni pedagog, skladatelj, glasbenik; na Državnem moškem učiteljišču v Mariboru je učil glasbo; med drugimi je svoje kompozicije objavljal v založbi Josefa Hoferja v Mariboru; njegova dela hrani Glasbena zbirka Univerzitetne knjižnice Maribor
- Julij Betetto (27. avgust 1885, Ljubljana – 14. januar 1963, Ljubljana), basist, operni pevec, pedagog; V Mariboru je pokopan; po njem pa se imenuje tudi Betettova ulica
- Janko Bezjak (15. april 1862, Gorca – 29. november 1935, Maribor), šolnik, jezikoslovec, pisec.
- Polde Bibič (3. februar 1933, Maribor – 13. julij 2012, Ljubljana), igralec, gledališki pedagog; otroštvo je preživljal v Mariboru, kjer je 1941–45 obiskoval nemško osnovno šolo
- Božidar Borko (2. februar 1896, Gomila pri Kogu – 12. december 1980, Ljubljana), urednik, publicist, novinar in prevajalec; pisal je poročila o mariborskih dramskih predstavah v reviji Tabor 1922–26 in prevajal drame za SNG Maribor
- Črtomir Borko (22. november 1947, Maribor), veterinar
- Elko Borko (14. november 1934, Maribor), ginekolog, porodničar; eden izmed soustanoviteljev mariborskega univerzitetnega kliničnega centra in tamkajšnje medicinske fakultete
- Vladimir Bračič (27. september 1919, Cirkulane – 28. maj 1996, Maribor), geograf, profesor, poslanec; prvi rektor Univerze v Mariboru 1975-79
- Viljem Brumec (14. februar 1925, Maribor – 2014), ginekolog, porodničar, profesor, predavatelj; dekan Višje zdravstvene šole v Mariboru
- Jože Brumen (14. marec 1930, Maribor – 7. december 2000, Ljubljana), arhitekt, kipar, profesor in oblikovalec
- Andrej Brvar (8. avgust 1945, Čačak), pesnik, lektor, urednik; sodeloval pri izdaji zbornika Skupaj, deloval kot lektor v Mariborski knjižnici in Maribor v zgodovino zapisal z mnogimi pesmimi ter z ureditvijo Mariborske knjige (1999)
- Jakov Cipci (22. oktober 1901, Split – 23. junij 1975, Maribor), dirigent, glasbenik
- Edward Clug (26. junij 1973, Beiuș, Romunija), plesalec, koreograf; od leta 1991 je sodelavec SNG Maribor
- Franc Copf (6. avgust 1931, Maribor – 2011), kirurg, zdravnik, izumitelj
- Makso Cotič (7. december 1854, Vipava – 12. september 1930, Maribor), časnikar
- Franc Cukala (1. december 1878, Gomilsko – 7. oktober 1964, Maribor), duhovnik
- Jože Curk (15. junij 1924, Vipava – 2017, Lj), umetnostni zgodovinar, konservator; Mladost preživel v Mariboru; Napisal vrsto zgodovinskih del, ki obravnavajo Maribor
- Mara Čepič (1895 – 1982), mezzosopranistka, profesorica jezikoslovja, komunistka; delovala v Mariboru; bila je prva Slovenka v ženskem koncentracijskem taborišču Ravensbrück
- Bogo Čerin (5. avgust 1947, Maribor – 19. julij 2017), fotograf; prejemnik Glazerjeve listine leta 1997
- Draga Černelč (30. november 1921, Zgornja Bela – 16. februar 2002, Ljubljana), zdravnica, pediatrinja in alergologinja; v letih 1947−1975 je bila zaposlena v mariborski Splošni bolnišnici
- Milan Černelč (31. avgust 1920, Dunaj – 11. februar 1972, Maribor), zdravnik, hematolog in endokrinolog
- Josip Černi (30. januar 1903, Maribor – 4. april 2000, Reka), admiral JVM
- Mirko Černič (29. april 1884, Metlika – 27. julij 1956, Maribor), zdravnik, kirurg, medicinski terminolog
- Jaroslav Černigoj (1. junij 1905, Bovec – 10. januar 1989, Maribor), arhitekt; Pomembno prispeval k temeljem sodobne mariborske arhitekture (Narodna banka v Mariboru)
- Milan Černigoj (9. marec 1912, Tolmin – 4. april 1978, Maribor), arhitekt, profesor; sodeloval pri izgradnji večjih projektov v Mariboru (Metalna, Stadion SD Branik, Hotel Slavija, glavni kolodvor…)
- Sandi Čolnik (5. februar 1937, Maribor – 28. februar 2017, Golnik), TV voditelj, urednik, scenarist in novinar
- Franci Čop (17. november 1914, Jesenice – 6. november 2003, Maribor), alpski smučar in trener
- Lev Detela (2. april 1939, Maribor), pisatelj, pesnik, prevajalec in publicist
- Aleksander Dev (26. marec 1903, Lukovica – 13. avgust 1967, Maribor), arhitekt; Njegovo najpomembnejše delo v Mariboru je Hutterjev blok (1940-1945)
- Oskar Dev (2. december 1868, Planina – 3. avgust 1932, Maribor), glasbenik, skladatelj, sodnik; bil je Ustanovitelj mariborske Glasbene matice (1919)
- Slavoj Dimnik (31. julij 1887, Postojna – 1. oktober 1931, Maribor), kartograf in šolnik
- Jaro Dolar (23. junij 1911, Maribor – 7. april 1999, Lj?), pesnik, pisatelj, esejist, kritik, prevajalec, novinar, urednik, bibliotekar in profesor; bil je urednik časnikov Jutro, Edinost in Vestnik, direktor Drame SNG Maribor in upravnik Študijske knjižnice v Mariboru ter direktor NUK-a
- Ivan Dornik (8. februar 1892, Nevlje – 23. junij 1968, Maribor), pisatelj
- Adolf Drolc (28. junij 1914, Zagorje ob Savi – 1. april 1985, Maribor), zdravnik; bil je direktor Zdravstvenega doma Maribor (1957-1976) in ustvaril je model organizacije zdravstva za vso Slovenijo; po njem se danes imenuje Zdravstveni dom dr. Adolfa Drolca Maribor
- Erika Druzovič (1. junij 1911, Maribor – 25. december 2001, Maribor), operna pevka, sopranistka, pedagoginja in režiserka
- Hinko Druzovič (10. julij 1873, Jurski Vrh – 26. december 1959, Maribor), glasbenik, skladatelj in pedagog
- Janko Držečnik (23. avgust 1913, Orlica – 2001), zdravnik, kirurg; sodeloval je pri razvijanju slovenske terminologije in pri 2. izdaji Černičevega Slovenskega zdravstvenega besednjaka
- Maksimiljan Držečnik (5. oktober 1903, Zgornja Orlica – 13. maj 1978, Maribor), škof in teolog; Leta 1949  je postal upravitelj škofije, 1962 redni mariborski škof; Pokopan je v stolnici svetega Janeza Krstnika v Mariboru; Mariborska občina je po njem poimenovala tudi ulico
- Vlado Emeršič (1928, Maribor – 2003, Maribor), arhitekt in urbanist; s svojim delom je izrazito zaznamoval središče Maribora
- Breda Filo (10. avgust 1932, Ljubljana – 3. februar 1996, Ljubljana), bibliotekarka, filologinja in profesorica; bila sodelavka Univerzitetne knjižnice Maribor
- Jože Florjančič (9. januar 1935, Otočec – 14. april 2018, Maribor), ekonomist in politik
- France Forstnerič (29. januar 1933, Pobrežje pri Ptuju – 22. maj 2007, Maribor), pesnik, pisatelj in novinar
- Emil Frelih (19. december 1912, Ljubljana – 19. maj 2007, Maribor), operni režiser, scenograf in publicist
- Nada Gaborovič (13. marec 1924, Maribor – 23. julij 2006, Maribor), pisateljica in profesorica
- Meta Gabršek Prosenc (1943), umetnostna zgodovinarka, kritičarka, galeristka; delovala je v Umetnostni galeriji Maribor
- Edvard Glaser (5. februar 1922, Maribor – 1. december 2007 Maribor), transfuziolog; leta 2004 je prejel naziv častni občan Maribora
- Alenka Glazer (23. marec 1926, Maribor - 6. marec 2020, Topolšica), pesnica, literarna zgodovinarka, prevajalka in urednica; Od leta 1962 je na Pedagoški akademiji predavala novejšo slovensko književnost in mladinsko književnost; bila je sourednica revije Otrok in knjiga
- Janko Glazer (21. marec 1893, Ruše – 2. februar 1975, Ruše), pesnik, literarni zgodovinar, bibliotekar; poučeval na mariborski klasični gimnaziji in bil ravnatelj mariborske Študijske knjižnice
- Regina Gobec (31. avgust 1889, Mihalovci – 28. maj 1972, Maribor), pisateljica
- Anton Godec (5. junij 1866, Dobrava pri Konjicah – 22. marec 1948, Limbuš), šolnik in ornitolog
- Milena Godina (21. marec 1912, Trst – 2. maj 1995, Maribor), gledališka in filmska igralka; nastopala je v SNG Maribor; leta 1963 je prejela nagrado mesta Maribor
- Januš Golec (28. avgust 1888, Polje ob Sotli – 24. maj 1965, Maribor), pisatelj in duhovnik
- Bojan Golija (26. maj 1932, Maribor – 14. januar 2014, Maribor), slikar in grafik; predaval je na Pedagoški akademiji v Mariboru in sodeloval s pokrajinskim muzejem Maribor; prejel je vrsto nagrad in nazivov, med drugimi tudi naziv zaslužni profesor
- Branko Gombač (3. marec 1924, Poljčane – 31. januar 1997, Maribor), režiser, gledališčnik; bil je ravnatelj mariborske Drame deset let (od 1967 do 1977)
- Miro Gregorin (29. december 1913, Ljubljana – 1. marec 2007, Ljubljana), operni pevec; bil sodelavec mariborske opere
- Viktor Grčar (11. april 1881, Mokronog – 6. januar 1942, Čačak), učitelj in publicist; bil je prvi slovenski župan Maribora (1921–24)
- Vekoslav Grmič (4. junij 1923, Dragotinci – 21. marec 2005, Maribor), duhovnik, škof, teolog, filozof, publicist, profesor
- Herta Haas (29. marec 1914, Slovenska Bistrica – 5. marec 2010, Beograd), ekonomistka in partijska delavka; odraščala in šolala se je v Mariboru; druga žena Josipa Broza – Tita
- Anton Hren (12. januar 1880, Kompolje – 2. februar 1936, Maribor), pisatelj in narodni delavec
- Josip Hutter (1889, Dolnja Briga – 26. april 1963, Innsbruck), industrijalec in filantrop; po rodu Kočevski Nemec; do 2. svetovne vojne je živel v Mariboru, kjer je ustanovil mariborsko tekstilno tovarno Hutter & drug
- Bojan Ilich (7. oktober 1922, Maribor – 23. september 1941, Maribor), politični aktivist
- Anton Ingolič (5. januar 1907, Spodnja Polskava – 11. marec 1992, Ljubljana), pisatelj, profesor, urednik; gimnazijo je obiskoval v Mariboru, kjer je začel tudi učiteljsko pot; bil je predsednik Zveze mariborskih kulturnih delavcev, član Izvršnega odbora OF mesta v Mariboru
- Stanko Janežič (4. avgust 1920, Pavlovski vrh – 10. september 2010, Pavlovski vrh), teolog, profesor in pesnik; Šolal in študiral je v Mariboru, nato pa služboval kot stolni vikar in profesor teologije
- Angela Janko Jenčič (24. marec 1929, Ruše – 16. oktober 2004, Maribor), igralka
- Zora Janžekovič (30. september 1918, Slovenska Bistrica – 17. marec 2015, Radenci), kirurginja, primarijka in univerzitetna profesorica; gimnazijo obiskovala v Mariboru in se leta 1947 zaposlila v UKC Maribor, kjer je ostala do upokojitve; leta 1999 je prejela naziv častne občanke Mestne občine Maribor; Univerza v Mariboru pa ji je leta 1996 podelila naslov častne doktorice
- Igor Japelj (12. maj 1933, Maribor), ginekolog, porodničar
- Anton Jehart (24. junij 1881, Lovrenc na Pohorju – 18. marec 1948, Maribor), duhovnik in teolog
- Mima Jaušovec (20. julij 1956, Maribor), tenisačica; leta 1977 je osvojila Odprto prvenstvo Francije (Roland-Garros); leta 1990 je za prejela Srebrni grb Mesta Maribor ter leta 2017 mestni pečat Maribora
- Jože Jelenec (11. april 1890, Trnje – 28. avgust 1967, Maribor), arhitekt
- Zmago Jeraj (9. november 1937, Ljubljana – 28. marec 2015, Ptuj), slikar, grafik, fotograf, likovni pedagog; v Mariboru deloval kot likovni pedagog
- Anton Jerovšek (23. maj 1874, Spodnja Nova vas – 31. oktober 1932, Maribor), duhovnik
- Franc Jerovšek (9. januar 1854, Tepanjski Vrh – 13. julij 1937, Maribor), šolnik
- Nada Jevdjenijević Brandl (18. julij 1899, Maribor – 11. oktober 1999, Maribor), violinistka, stoletnica
- Slavko Jug (27. april 1934, Maribor – 25. november 1997, Maribor), pesnik, prevajalec, urednik in novinar; Obiskoval je Prvo gimnazijo Maribor, kasneje pa se kot novinar zaposlil pri Radiu v Mariboru
- Alojzij Juvan (13. junij 1886, Vače – 19. april 1960, Maribor), pravnik, politik; bil je mariborski odvetnik in politik SLS; Župan Maribora je bil v letih 1928–1931 in 1935–1941
- Ignac Kamenik (1. oktober 1926, Solčava – 17. julij 2002, Maribor), pisatelj, dramatik, publicist, urednik, bibliotekar, profesor in kulturni organizator
- Kurt Kancler (19. februar 1930, Maribor – julij 2022), zdravnik, pediater; prvi predsednik Zdravniške zbornice Slovenije (1992–96); 1988–2015 predsednik Mariborske mestne organizacije Rdečega Križa. prejel srebrni grb mesta Maribor, pečat mesta Maribor, naziv Mariborčan leta, najosebnost Maribora 2000, častni občan Maribora
- Andrej Karlin (15. november 1857, Stara Loka – 5. april 1933, Maribor), duhovnik in škof
- Maks Kavčič (22. maj 1909, Zgornji Porčič – 18. februar 1973, Maribor), slikar, scenograf in restavrator; Poučeval na učiteljišču v Mariboru in na mariborski Pedagoški akademiji
- Fridolin Kaučič (17. april 1860, Sevnica – 1. avgust 1922, Maribor), pisatelj
- Zlata Kert (22. maj 1939, Maribor – 4. oktober 1981, Maribor), bibliotekarka in profesorica
- Ondina Otta Klasinc (16. julij 1924, Trst – 14. junij 2016, Maribor), operna pevka; od leta 1958 do 1972 je bila prvakinja Opere SNG Maribor
- Slava Klavora (11. maj 1921, Maribor – 24. avgust 1941, Maribor), narodna herojinja; na Štajerskem organizirala narodnoosvobodilne partizanske enote; bila je ustreljena na dvorišču mariborskih sodnih zaporov
- Vladimir Kobler (12. junij 1926, Ljubljana – 12. oktober 2009, Ljubljana), dirigent; direktor Opere SNG Maribor
- Edvard Kocbek (27. september 1904, Sveti Jurij ob Ščavnici – 3. november 1981, Ljubljana), pisatelj, pesnik in politik; gimnazijo obiskoval v Mariboru, kjer se je pridružil skupini mladih krščanskih socialistov
- Janez Evangelist Kociper (13. december 1876, Stanovno – 13. junij 1948, Maribor), duhovnik
- Katarina Kocka (14. novembra 1935, Orehova vas ), baletna plesalka; plesno pot začela v Mariboru
- Branko Kocmut (10. januar 1921, Maribor – 22. april 2006, Maribor), arhitekt in urbanist; kot prvi arhitekt v Mariboru leta 1972 prejel Plečnikovo nagrado; sooblikoval moderno urbanistično podobo Maribora
- Ivan Kocmut (1926, Maribor – 2009), arhitekt in urbanist
- Gabrijel Kolbič (17. marec 1913, Zgornja Velka – 24. december 1995, Maribor), kipar, slikar, likovni pedagog, pesnik; avtor več javnih spomenikov v Mariboru in okolici; upodobil je vrsto znanih osebnosti iz sveta umetnosti, politike, prosvete, športa
- Danilo Komavli (1881–1967), odvetnik, pravnik; po prvi svetovni vojni veljal za enega najboljših in najprodornejših slovenskih odvetnikov; zastopnik obsojene družine Markuzzi – kazenski spis kazenskega procesa se hrani v Pokrajinskem muzeju Maribor
- Anton Korošec (12. maj 1872, Biserjane – 14. december 1940, Beograd), politik in duhovnik; gimnazijo in teološko fakulteto je obiskoval v Mariboru
- Božo Kos (3. november 1931, Maribor – 19. april 2009, Ljubljana) ilustrator, karikaturist, fizik, urednik in satirik; honorarno je pisal in risal za Večer in Pavliho
- Franc Kos – Melhior (7. avgust 1912, Maribor – 29. september 1966, Ljubljana), umetnostni zgodovinar, etnolog, diplomat
- Ivan Kos (24. maj 1895, Gornja Radgona – 19. januar 1981, Maribor), slikar, grafik; v Mariboru učil risanje in razstavljal svoja dela
- Stanislav Kos (5. oktober 1911, Videm, Krško – 22. oktober 1990. Maribor), teolog in bibliotekar
- Josip Kostanjevec (19. februar 1864, Vipava – 20. maj 1934, Maribor), učitelj
- Jože Košar (16. marec 1908, Stročja vas – 21. maj 1982, Maribor), urednik, založnik, prevajalec
- Rudolf Kotnik (8. januar 1931, Admont – 25. oktober 1996, Hoče), slikar in profesor; poučeval na II. gimnaziji Maribor
- Dragica Kovačič (1951, Maribor – 2002, Maribor), operna in koncertna pevecpevka, mezzosopranistka in pedagoginja
- Fran Kovačič (25. marec 1867, Veržej – 19. marec 1939, Maribor), duhovnik, filozof, teolog in zgodovinar; bil je profesor na mariborskem Bogoslovnem učilišču; leta 1937 mu je Mestna občina Maribor podelila prvo Slomškovo nagrado
- Kajetan Kovič (21. oktober 1931, Maribor – 7. november 2014, Ljubljana), pesnik, pisatelj, prevajalec; Osnovno šolo in gimnazijo je obiskoval v Mariboru
- Božidar Krajnčič (20. januar 1935, Maribor – 7. marec 2018, Maribor), biolog, botanik, univerzitetni profesor, častni občan Maribora
- Ivan Krajnik (4. september 1857, Solkan – 1927, Maribor), kartograf in učitelj
- Elvira Kralj (16. avgust 1900, Trebče pri Trstu – 6. september 1978, Ljubljana), igralka; bila sodelavka Drame SNG Maribor
- Ervin Kralj (31. december 1939, Slovenj Gradec – 19. september 2017, Maribor), slikar, grafik in pedagog
- Darja Kramberger (14. februar 1932, Maribor), bibliotekarka in profesorica
- Franc Kramberger (7. oktober 1936, Lenart v Slovenskih goricah), škof in nadškof; upokojeni mariborski nadškof in metropolit
- Marijan Kramberger (8. april 1938, Maribor – 23. avgust 2015, Maribor), literarni zgodovinar in esejist, pesnik, pisatelj, publicist, urednik
- Bratko Kreft (11. februar 1905, Maribor – 17. julij 1996, Ljubljana), dramatik, pripovednik, publicist, dramaturg, profesor, literarni zgodovinar in režiser
- Alojz Križman (24. maj 1940, Križevci pri Ljutomeru), politik in strojni inženir; bil dekan Tehniške fakultete Maribor in rektor Univerze v Mariboru; Prejel naziv zaslužni profesor. Leta 1994 bil izvoljen za župana Maribora
- Mirko Križman (26. februar 1932, Ponikva pri Žalcu – 8. julij 2014, Maribor), germanist, pesnik, prevajalec; deloval kot profesor na Filozofski fakulteti v Mariboru; prejel je naziv zaslužni profesor
- Janez Krstnik Vreže (4. junij 1862, Belo – 5. januar 1943, Maribor), pisec in duhovnik
- Lovro Kuhar (Prežihov Voranc) (10. avgust 1893, Podgora – 18. februar 1950, Maribor), pisatelj in politik; Po njem poimenovana osnovna šola, OŠ Prežihovega Voranca Maribor
- Klara Kukovec (12. julij 1883, Herson – 31. december 1979, Maribor), zdravnica
- Vekoslav Kukovec (10. junij 1876, Koračice – 19. julij 1951, Celje), odvetnik in politik; Leta 1922 se je preselil v Maribor, kjer je deloval kot odvetnik
- Tine Lah (17. junij 1918, Ponikva – julij 2014), ekonomist; pobudnik in prvi direktor ter dekan VEKŠ-a v Mariboru; prejel naziv zaslužni profesor
- Aleksander Lajovic (26. maj 1920, Tábor – 12. september, 2011, Maribor), skladatelj, glasbeni pedagog; Profesor na Srednji glasbeni šoli v Mariboru in na Pedagoški fakulteti v Mariboru
- Emerik Landergott (25. februar 1872, Sveta Trojica v Slovenskih goricah – 7. december 1959, Maribor), pisatelj, duhovnik in redovnik
- Milan Lemež (6. september 1891, Maribor – 12. januar 1971, Ljubljana), politik in odvetnik
- Josip Leskovar (15. marec 1875, Čadram – 23. julij 1965, Maribor), politik, pravnik in župan; od leta 1910 je deloval v Mariboru kot odvetnik in vodil Slovensko stražo v Mariboru; 1924 je bil izvoljen za mariborskega župana
- Albert Likavec (17. oktober 1929, Maribor – 11. oktober 1990, Slivniško Pohorje), baletnik; bil član mariborskega Baleta
- Franjo Lipold (23. marec 1885, Celje – 24. junij 1970, Maribor), politik; deloval kot odvetnik, mariborski župan, predsednik mariborskega Olepševalnega društva in zadruge Mariborski teden
- Adam Luthar (2. januar 1887, Sebeborci – 1. september 1972, Maribor), duhovnik in pisec
- Alfred Schmidt Maderno (1886 Maribor – 1960 Berlin), nemški romanopisec
- Marija Maister (15. januar 1885, Logatec – 19. september 1938, Maribor), aktivistka; žena Rudolfa Maistra
- Rudolf Maister (29. marec 1874, Kamnik – 26. julij 1934, Unec), general in pesnik; bil je poveljnik Maribora in borec za severno mejo; prejel je naziv general; njegovo bogato knjižno zbirko hrani Univerzitetna knjižnica Maribor
- Andrej Majcen (30. september 1904, Maribor – 30. september 1999, Ljubljana), duhovnik, misijonar, redovnik; v Mariboru preživel otroštvo
- Gabriel Majcen (6. julij 1858, Zgornja Velka – 13. marec 1940, Maribor), pisec in zgodovinar
- Jožef Majcen (2. februar 1860, Zgornja Velka – 4. september 1920, Maribor), duhovnik in stolni dekan
- Stanko Majcen (29. oktober 1888, Maribor – 16. december 1970, Maribor), dramatik, pesnik, pisatelj, politik, esejist, literarni kritik
- Jakob Marin (24. julij 1858, Ormož – 31. januar 1925, Maribor), šolnik
- Ivan Markošek (5. april 1873, Teharje – 11. april 1916, Maribor), pisatelj in duhovnik
- Anton Medved (6. december 1862, Gorica pri Raztezu – 26. februar 1925, Maribor), govornik, pisatelj in duhovnik
- Janez Menart (29. september 1929, Maribor – 22. januar 2004, Ljubljana), pesnik, urednik in prevajalec
- Neža Ema Mikec (9. januar 1877, Leskovec – 2. marec 1967, Radovljica) vezilja, dolga leta delovala v Mariboru
- Franc Minařik (9. junij 1887, Smolnik – 9. junij 1972, Maribor), farmacevt, zgodovinar in publicist; po njegovi zaslugi danes v Pokrajinskem muzeju Maribor stoji stalna lekarniška zbirka; po njem se danes imenujejo priznanja, ki jih podeljuje Slovensko farmacevtsko društvo
- Franc Mišič (2. november 1881, Dobrava, Avstrija – 1. januar 1969, Maribor), potopisec, učitelj
- Dragiša Modrinjak (8. oktober 1935, Veliko Gradište – 22. oktober 2011, Maribor), fotograf, fotoreporter; kronist mesta Maribor in okoliškega podeželja
- Milena Muhič (2. junij 1937, Maribor – 10. februar 2014, Maribor), igralka; Bila članica SNG Maribor; prejemnica Borštnikovega prstana, nagrade Prešernovega sklada itd.
- Zoran Mušič (12. februar 1909, Bukovica pri Volčji Dragi – 25. maj 2005, Benetke), slikar, grafični oblikovalec, risar in grafik; mladost je  preživel v Mariboru; v svojih delih je večkrat upodobil Maribor
- Mihael Napotnik (20. september 1850, Tepanje – 28. marec 1922, Maribor), duhovnik, škof in pisatelj
- Anton Neffat (22. marec 1893, Rovinj – 30. april 1950, Ljubljana), dirigent; direktor in dirigent Opere SNG Maribor
- Miha Nerat (26. januar 1845, Hotinja vas – 2. maj 1922, Maribor), urednik, založnik in učitelj
- Leon Novak (17. oktober 1906, Maribor – 30. oktober 1941, Maribor), glasbenik, skladatelj, publicist in partizan
- Hinko Nučič (20. april 1883, Ljubljana – 21. maj 1970, Zagreb), igralec in režiser; bil je privatni zakupnik slovenskega gledališča v Mariboru, kjer je deloval kot vodja, organizator, igralec, režiser in pedagog
- Stanko Ojnik (30. november 1932, Moškanjci – 18. julij 2012, Maribor), profesor, pravnik, teolog, duhovnik; zaslužni profesor Univerze v Mariboru
- Anton Osterc (1. maj 1894, Veržej –  11. november 1991), učitelj, šolnik, germanist; šolal se je v Mariboru; bil je Maistrov borec in poveljnik straže na Koroškem kolodvoru v Mariboru
- Iko Otrin (25. januar 1931, Zemun, Srbija – 28. julij 2011, Ljubljana), baletnik, koreograf, pedagog; Od leta 1959 je bil član mariborskega baletnega ansambla
- Vojko Ozim (1922 – 2007), kemik; profesor na Fakulteti za kemijo in kemijsko tehnologijo UM
- Lajči Pandur (25. oktober 1913, Lendava – 7. maj 1973, Maribor), slikar, grafik in likovni pedagog
- Viktor Parma (20. februar 1858, Trst – 25. december 1924, Maribor), skladatelj
- Hans Pascher (19. junij 1858, St. Margarethen, Avstrija – po 1945, Maribor), arhitekt
- Borut Pečenko (1930 – 1992), arhitekt, urbanist, univerzitetni profesor
- Stojan Perhavc (2. november 1910, Metlika – 1994, Mb), strojni inženir; bil direktor TAM-a; Pokopan na Pobreškem pokopališču v Mariboru
- Žarko Petan (27. marec 1929, Ljubljana – 2. maj 2014), pisatelj, scenarist, gledališki in filmski režiser; Srednjo šolo obiskoval v Mariboru
- Josip Pipenbacher (14. februar 1869, Marjeta na Dravskem polju – 11. april 1949, Maribor), filolog
- Radoslav Pipuš (18. julij 1864, Gaj nad Mariborom – 1. maj 1928, Maribor), pravnik in gospodarstvenik
- Matija Pirc (21. marec 1875, Kropa – 24. februar 1927, Maribor), šolnik
- Vasja Pirc (19. december 1907, Idrija – 3. junij 1980, Ljubljana), šahist; v Mariboru je sodeloval pri ustanovitvi šahovskih društev; Po njem se imenuje šahovski turnir, Pirčev memorial
- Rupert Pivec (17. september 1863, Zrkovci – 8. februar 1947, Ljubljana), admiral; gimnazijo in semenišče obiskoval v Mariboru;  Bil je generalni komisar avstro-ogrske vojne mornarice, po vojni pa se je podal v podjetniške vode
- Tone Pivec (11. januar 1936, Spodnja Velka – 2. februar 2017, Kamnica), slikar, pisatelj in inženir
- Ljudevit Pivko (17. avgust 1880, Nova vas pri Markovcih – 29. marec 1937, Maribor), profesor in politik; Bil je soustanovitelj Sokolskega društva v Mariboru in glavni pobudnik knjižnice Mariborskega Sokola
- Svetopolk Pivko (29. september 1910, Maribor – 13. oktober 1987, Beograd), inženir in profesor
- Janko Pleterski (1. februar 1923, Maribor – 8. junij 2018, Ljubljana), zgodovinar, akademik, politik
- Miroslav Ploj (14. junij 1862, Ptuj – 22. januar 1944, Maribor), politik in pravnik
- Vika Podgorska (13. maj 1898, Bistrica v Rožu – 12. julij 1984, Maribor), igralka; delovala v SNG Maribor
- Oton Polak (16. maj 1917, Maribor – 7. december 2011, Maribor), slikar; v svojih delih uporabljal mesto Maribor; leta 1953 je prejel Prešernovo nagrado
- Leopold Poljanec (23. september 1872, Brežice – 8. avgust 1944, Maribor), naravoslovec in biolog
- Herman Potočnik Noordung (22. december 1892, Pulj – 27. avgust 1929, Dunaj), raketni inženir, pionir kozmonavtike, vesoljskih poletov in tehnologij; v otroštvu se je z družino preselil v Maribor, kjer je obiskoval osnovno šolo
- Štefan Predin (1935 – 2003), farmacevt, publicist, zgodovinar farmacije; deloval v Mariboru
- Cvetana Priol (19. februar 1922, Maribor – 11. avgust 1973, Maribor), profesorica, zborovodja, svetniška kandidatka
- Josip Priol (19. februar 1889, Morje – 21. maj 1969, Maribor), sadjar in učitelj
- Anton Puklavec (10. januar 1872, Vitan – 22. avgust 1930, Maribor), vinogradnik in vinar
- Marjan Pungartnik (28. julij 1948), pesnik, pisatelj, urednik
- Franjo Radšel (14. november 1899, Pameče – 24. februar 1987, Maribor), zdravnik
- Branko Rajšter (11. julija 1930, Šoštanj – 2. december 1989, Maribor), dirigent, pedagog, skladatelj
- Pavel Rasberger (21. januar 1882, Ljubljana – 6. januar 1967, Maribor), igralec in skladatelj; bil je član SNG Maribor
- Franc Ravnikar (1. april 1886, Radeče – 8. april 1948, Maribor), kipar; zaslužen kot organizator likovnega življenja v Mariboru
- Bogdan Reichenberg (10. februar 1948, Maribor – 3. november 2016), arhitekt; leta 1980 je prejel nagrado Prešernovega sklada
- Avguštin Reisman (28. avgust 1889, Počenik –20. februar 1975, Maribor), pravnik in odvetnik
- Ivan Robnik (13. avgust 1877, Smolnik – 4. marec 1948, Maribor), šolnik
- Franjo Rosina (29. september 1863, Leskovica pri Šmartnem – 25. oktober 1924, Dunaj), odvetnik, politik in bankir; bil je soustanovitelj Sokola v Mariboru, načelnik mariborske Posojilnice in predsednik Čitalnice v Mariboru
- Igor Rosina (7. oktober 1900, Ljutomer – 25. september 1969, Maribor), odvetnik, pravnik
- Marko Rosner (10. maj 1888, Iacobeni, Romunija – 1969, Haifa, Izrael, industrialec in filantrop; V Mariboru je ustvaril več podjetij in pomembno deloval v protinacističnih gibanjih
- Alfred Rossmanit (20. januar 1859, Dunaj – 20. december 1928, Maribor), konjerejec; organiziral je konjske dirke v Mariboru in Ljutomeru
- Bruno Rotter (31. avgust 1881, Prevoje pri Šentvidu – 13. november 1949, Maribor), publicist
- Branko Rudolf (31. oktober 1904, Slovenske Konjice – 22. april 1987, Maribor), pesnik, pisatelj in literarni kritik; bil je direktor mariborske Drame, glavni urednik založbe Obzorja in  ravnatelj Umetnostne galerije v Mariboru
- Mirko Rupel (28. avgust 1901, Trst – 20. oktober 1963, Maribor), literarni zgodovinar, jezikoslovec in prevajalec
- Ada Sardo Lebarič (29. december 1929, Trst – 21. april 2017, Maribor), operna pevka; bila je vodilna dramska sopranistka mariborske Opere
- Hinko Sax (4. junij 1872, Medvode – 28. april 1962, Maribor), tiskar in knjigarnar
- Dušan Senčar (1925, Celje – 2003, Maribor), odvetnik; sodeloval pri organizaciji Zlate lisice
- Ivan Senekovič (10. december 1884, Zimica – 29. september 1956, Maribor), pravnik
- Branko Senica (6. maj 1927 – 15. januar 2001), novinar, urednik; bil novinar časnika Večer
- Drago Senica – Pi (30. marec 1934), arhitekt, karikaturist, ilustrator; bil sodelavec časnika Večer
- Davorin Senjor (8. oktober 1882, Vičanci – 11. junij 1960, Maribor), pravnik in planinec; po njem je dobila ime planinska postojanka Senjorjev dom, ki je žal med vojno zgorela
- Matija Senkovič (28. oktober 1867, Središče ob Dravi – 25. februar 1955, Maribor), šolnik in pisec
- Dušan Sernec (8. julij 1882, Maribor – 15. februar 1952, Ljubljana), elektrotehnik, politik
- Zorko Simčič (19. november 1921, Maribor – ), pesnik, pisatelj, dramatik, publicist in esejist, akademik; Leta 1997 je prejel Glazerjevo listino
- Lojze Simoniti (2. avgust 1901, Biljana – 16. februar 1957, Maribor), pulmolog
- Milan Skrbinšek (19. februar 1886, Maribor – 25. julij 1963, Ljubljana), igralec, režiser, pisec in pedagog
- Štefanija Skrbinšek (26. december 1888, Maribor – 1. junij 1967, Zagreb), igralka
- Emil Smasek (20. december 1910, Maribor – 8. januar 1980, Ljubljana), publicist, dramaturg in režiser
- Jože Snoj (17. marec 1934, Maribor – 7. oktober 2021, Lj?), pesnik, pisatelj, pripovednik in literarni kritik; prejel Prešernovo nagrado in vrsto drugih
- Ivan Sojč (10. maj 1879, Ljubnica – 21. marec 1951, Maribor), kipar
- Avguštin Stegenšek (7. julij 1875, Tevče – 26. marec 1920, Maribor), umetnostni zgodovinar, teologin duhovnik; Osnoval je tudi prvo slovensko umetnostno glasilo LKU
- Robert Stolz (25. avgust 1880, Gradec – 27. junij 1975, Berlin), operni skladatelj in dirigent; kot dirigent deloval tudi v Mariboru
- Lojze Strašnik (19. maj 1897, Maribor –  27. februar 1973, Maribor), tiskar
- Vekoslav Strmšek (31. maj 1864, Dogoše – 6. september 1907, Kristan Vrh), šolnik in narodni delavec
- Zlata Stropnik (1. december 1923, Maribor – 2011), mikrobiologinja
- Marlenka Stupica (17. december 1927, Maribor – 17. junij 2022, Ljubljana?), slikarka in ilustratorka
- Tomaž Svete (29. januar 1956, Ljubljana), skladatelj, dirigent in profesor; predava na Pedagoški fakulteti v Mariboru
- Heribert Svetel (18. februar 1895, Ljubljana – 9. december 1962, Maribor), dirigent
- Anton Svetek (13. junij 1875, Ljubljana – 20. oktober 1919, Maribor), glasbenik in skladatelj
- Jan Šedivý (11. september 1899, Linz – 12. maj 1969, Maribor), pisec, zgodovinar in publicist
- Franc Serafin Šegula (21. avgust 1860, Moškanjci – 15. maj 1938, Maribor), časnikar, pisec in duhovnik
- Janko Šetinc (27. april 1932 – avgust 2022), pianist, čembalist, glasbeni pedagog, organizator in kritik
- Fran Šijanec (31. december 1901, Poljčane – 16. januar 1964, Maribor), umetnostni zgodovinar
- Gustav Šilih (31. julij 1893, Velenje – 24. november 1961, Maribor), učitelj, pisatelj in publicist
- Majda Šlajmer Japelj (6. februar 1933, Maribor – avgust 2022), medicinska sestra, sociologinja, političarka
- Marko Šlajmer (29. junij 1927, Maribor – 19. oktober 1969, Ljubljana), arhitekt, urbanist
- Slavko Šlander (20. junij 1909, Dolenja vasg – 24. avgust 1941, Maribor), narodni heroj
- Mirko Šoštarič (10. april 1920, Maribor – 7. maj 1999, Maribor), strokovnjak za varstvo naravne dediščine
- Manica Špendal (31. julij 1931, Maribor), muzikologinja
- Ciril Špindler (21. avgust 1902, Moravci v Slovenskih goricah – 5. februar 1975, Maribor), pravnik
- Vekoslav Špindler (16. julij 1881, Moravci v Slovenskih goricah – 6. avgust 1966, Maribor), politik, pesnik in časnikar
- Albin Šprajc (20. februar 1895, Maribor – 28. junij 1942, Celje), šolnik in pisec
- Ivo Štandeker (22. avgust 1961, Maribor – 16. junij 1992, Sarajevo), novinar, prevajalec, fotograf in dopisnik
- Leon Štukelj (12. november 1898, Novo mesto – 8. november 1999, Maribor), telovadec, olimpijski šampion, pravnik; po njem se imenujeta športna dvorana UŠC Leona Štuklja in Trg Leona Štuklja v Mariboru
- Antonija Štupca (4. januar 1874, Šempeter v Savinjski dolini – 13. december 1962, Maribor), narodna buditeljica
- Marija Štupca (5. januar 1873, Šempeter v Savinjski dolini – 22. januar 1955, Maribor), prosvetna delavka
- Rajko Šubic (12. marec 1900, Ljubljana – 3. avgust 1983, Maribor), slikar
- Janko Šuman (20. december 1867, Maribor – 17. december 1945, Beograd), odvetnik in pravnik
- Janez Švajncer (27. november 1920, Zgornja Kungota – 8. maj 2007, Maribor), pisatelj in publicist
- Anton Tanc (13. januar 1887, Modrič – 3. december 1947, Maribor), pisatelj
- Kazimir Tarman (4. marec 1930, Maribor), biolog in ekolog
- Bogo Teplý (10. januar 1900, Velika Loka – 13. julij 1979, Maribor), slavist, zgodovinar in muzealec
- Stane Terčak (6. november 1905, Radmirje – 14. december 1976, Maribor), zgodovinar
- Nikola Tesla (10. julij 1856, Smiljan pri Gospiću – 7. januar 1943, New York), elektroinženir, izumitelj, fizik, kemik in matematik; 1878 je v Mariboru deloval kot tehnični risar
- Ada Thuma (17. april 1920, Ljubljana – 17. julij 1990, Maribor), operna pevka
- Slavko Tihec (10. julij 1928, Maribor – 11. februar 1993, Ljubljana), kipar
- Ivan Jožef Tomažič (1. avgust 1876, Miklavž pri Ormožu – 26. februar 1949, Maribor), duhovnik, škof in teolog
- Josip Tominšek (4. marec 1872, Bočna – 22. marec 1954, Ljubljana), jezikoslovec, slavist, literarni zgodovinar in planinec; bil ravnatelj klasične gimnazije v Mariboru
- Franc Toplak (24. marec 1885, Brengova – 5. december 1971, Maribor), ginekolog
- Arnold Tovornik (13. marec 1916, Selnica ob Dravi – 4. junij 1976, Maribor), igralec; bil je član drame SNG Maribor
- Franjo Tovornik (4. oktober 1907, Selnica ob Dravi – 27. februar 1934, Maribor), igralec
- Vladimir Travner (8. december 1886, Logatec – 14. april 1940, Maribor), pravnik, sodnik in zgodovinar
- Rudolf Trofenik (15. april 1911, Maribor – 7. december 1991, München), založnik in pravnik
- Alojzij Trstenjak (14. junij 1887, Pušenci – 25. januar 1964, Maribor), zgodovinar
- Ante Trstenjak (29. december 1894, Slamnjak – 4. december 1970, Maribor), slikar in grafik
- Anton Trstenjak (8. januar 1906, Rodmošci– 29. september 1996, Ljubljana), teolog, psiholog, filozof; deloval je kot profesor na Visoki bogoslovni šoli v Mariboru
- Ivan Turšič (26. februar 1914, Maribor – 8. december 1983, Beograd), glasbenik in dirigent
- Maks Unger (1. september 1888, Središče ob Dravi – 8. julij 1962, Maribor), dirigent in skladatelj
- Janko Urbas (10. maj 1877, Lovrenc na Dravskem polju – 19. januar 1968, Maribor), gozdarski strokovnjak
- Anton Nino Uršič (1. julij 1905, Trst – 20. september 1964, Maribor), operni pevec in režiser
- Josip Vandot (15. januar 1884, Kranjska Gora – 11. julij 1944, Trnjanski Kuti), mladinski pisatelj; Pred vojno se je z družino preselil v Maribor; po njem se v Mariboru imenuje Vandotova ulica
- Rudi Vaupotič (24. april 1919, Maribor – 26. junij 2003, Ljubljana), filmski snemalec
- Branka Verdnik (23. april 1936, Maribor – avgust 1990, Maribor), baletna plesalka
- Viktor Verdnik (22. julij 1930, Maribor), baletni plesalec
- Edo Verdonik (15. marec 1908, Gaj nad Maribor – 13. junij 1978, Reka), igralec in režiser
- Rudi Verdonik (30. marec 1910, Gaj nad Mariborom – 18. januar 1999, Hočko Pohorje), strokovnjak za modno oblikovanje
- Milan Verk (7. oktober 1910, Sveti Jurij ob Ščavnici – 16. maj 1989, Maribor), kartograf
- Ciril Veronek (5. julij 1923, Maribor – 2. november 2000, Ljubljana), violinist in pedagog
- Karel Verstovšek (26. julij 1871, Velenje – 27. marec 1923, Maribor), politik in filolog
- Ivan Vesenjak (22. december 1880, Moškanjci – 8. maj 1938, Maribor), politik
- Danilo Vezjak (24. november 1923, Maribor – 6. februar 2003, Maribor), ekonomist in profesor
- Franjo Vičar (27. april 1906, Sakušak – november 1992, Maribor), igralec
- Ksenija Vidali (29. april 1913, Trst – 18. julij 2004, Maribor), operna pevka in pedagoginja
- Janez Vidic (8. februar 1923, Ljubljana – 19. maj 1996, Maribor), slikar
- Rafko Mihael Vodeb (26. julij 1922, Dolenja vas pri Artičah – 5. julij 2002, Maribor), publicist, pesnik, prevajalec in duhovnik
- Hilarij Vodopivec (16. marec 1868, Reka – 13. maj 1930, Maribor), pravnik
- Lojze Vodovnik (6. september 1933, Maribor – 14. junij 2000, Ljubljana), elektrotehnik
- Herman Vogel (17. julij 1941, Lom – 17. maj 1989, Maribor), pesnik in prevajalec
- Franc Vogelnik (22. februar 1931, Maribor – 24. februar 2017), prevajalec, bibliotekar in planinec
- Fran Voglar (5. oktober 1877, Nadbišec – 17. oktober 1925, Maribor), politik, šolnik, filolog in slavist
- Marija Stanislava Voh (3. oktober 1859, Arnače – 30. september 1928, Maribor), redovnica in šolnica
- Franc Vojsk (5. april 1884, Mestni Vrh – 21. junij 1957, Maribor), enolog
- Zlata Vokač (23. september 1926, Murska Sobota – 17. marec 1995, Maribor), rusistka
- Anton Vončina (28. januar 1894, Idrija – 21. oktober 1969, Maribor), geometer
- Stojan Vrabl (13. oktober 1928, Maribor – 29. junij 2009, Maribor), fitopatolog, univ. prof.
- Ernest Vranc (26. maj 1899, Ponikva – 25. maj 1961, Maribor), učitelj
- Danilo Vranc (11. april 1930, Maribor – 30. oktober 2011, Maribor), lutkar in likovni pedagog
- Viktor Vrbnjak (6. julij 1934, Selišči – 11. april 2005, Maribor), zgodovinar in arhivist
- Sergej Vrišer (9. november 1920, Maribor – 28. maj 2004, Maribor), umetnostni zgodovinar, muzeolog, pisatelj
- Franc Vrunč (12. februar 1910, Slovenj Gradec – 24. avgust 1941, Maribor), narodni heroj
- Jožef Vuga (23. februar 1887, Košaki – 13. julij 1952, Všenory, Češka), publicist
- Vili Vuk (10. Julij 1942, Miklavž na Dravskem polju – 2017), novinar, kulturni kritik, etnolog, urednik; od leta 1963 je bil sodelavec Večera; bil je tudi predsednik odbora za Glazerjeve nagrade
- Vilko Weixl (25. februar 1878, Sveta Trojica v Slovenskih goricah – 11. april 1950, Maribor), trgovec
- Franc Wels (10. februar 1873, Maribor – 10. oktober 1940, Dunaj), izumitelj, pilot
- Gregor Zafošnik (30. avgust 1902, Spodnja Nova vas – 2. julij 1994, Maribor), skladatelj in duhovnik
- Mileva Zakrajšek (6. avgust 1885, Postojna – 4. maj 1971, Maribor), igralka, glasbenica
- Velimir Zavrnik (15. maj 1916, Dunaj – 6. julij 1986, Maribor), veterinar
- Mirko Zdovc (26. januar 1927, Slovenj Gradec – 10. april 2005, Maribor), arhitekt
- Josip Zidanšek (4. marec 1858, Špitalič pri Slovenskih Konjicah – 29. junij 1930, Maribor), publicist, duhovnik
- Slavko Zimšek (1928, Maribor – december 2014), violinist
- Branko Zinauer (31. december 1918, Zgornji Jakobski Dol – 10. december 1968, Maribor), slikar
- Ivo Zobec (11. marec 1897, Prigorica – 5. december 1990, Maribor), šolnik
- Alojz Zoratti (21. oktober 1874, Maribor – 25. januar 1960, Maribor), kipar
- Ivan Nepomuk Zorè (20. april 1893, Valburga – 8. junij 1987, Maribor), duhovnik, redovnik in teolog
- Marko Zorko (22. september 1944, Maribor – 21. januar 2008, Golnik), pisatelj, novinar in publicist
- Vlasta Zorko (27. maj 1934, Maribor), kiparka; Njeno pomembno delo je spomenik Prežihovega Voranca na Gosposvetski cesti v Mariboru
- Oskar Zornik (20. marec 1922, Čezsoča – 19. november 1994, Maribor), operni pevec
- Jože Zupan (15. februar 1921, Zasip – 25. junij 1991, Maribor), igralec
- Martin Zupanc (21. oktober 1879, Gotovlje – 13. januar 1951, Maribor), zootehnik
- Ivo Zupanič (9. december 1890, Vajgen – 26. junij 1986, Maribor), enolog
- Jože Žagar (15. december 1884, Celje – 13. oktober 1957, Maribor), slikar
- Ciril Žebot (8. april 1914, Maribor – 9. januar 1989, Washington), politik in ekonomist
- Borut Žener (13. maj 1935, Maribor – 5. januar 1974, Ljubljana), biolog
- Albert Žerjav (17. november 1904, Središče ob Dravi – 9. avgust 1985, Maribor), pedagog
- Fran Žižek (20. december 1914, Maribor – 27. maj 2008, Medvode), režiser, dramaturg in prevajalec
- Andrej Žmavc (27. november 1874, Slogonsko – 30. marec 1950, Maribor), enolog in sadjar
- Noni Žunec (7. maj 1921, Maribor – 28. december 2004, Zagreb), operni pevec
- Anton Klasinc (31. maj 1908, Dragonja vas - 13. junij 1979, Maribor), arhivist (ravnatelj danes Zgodovinskega arhiva na Ptuju, klasični filolog, profesor klasične gimnazije v Mariboru 1937-41)

## 21. stoletje
- Tomaž Barada (15. november 1973, Maribor), taekwondoist, kikboksar, športni trener
- Sani Bečirovič (19. maj 1981, Maribor), košarkar
- Fredi Bobič (30. oktober 1971, Maribor), nogometaš; Nemški nogometaš slovenskega porekla; za nemško reprezentanco zaigral 37 tekem
- Anton Bogov (17. julij 1975, Omsk), baletnik; Leta 1994 se je priključil ansamblu SNG Maribor; Je prejemnik nagrade Prešernovega sklada leta 2007
- Andreja Borin (29. marec 1969, Maribor), kustosinja, ilustratorka in pesnica
- Peter Boštjančič (1. oktober 1952, Maribor), igralec; od 1997 redno zaposlen v Drami SNG Maribor
- Alojzij Cvikl (19. junij 1955, Celje), jezuit in nadškof; od leta 2015 mariborski nadškof metropolit
- Sabina Cvilak (8. julij 1977, Maribor), sopranistka; leta 2018 prejemnica Glazerjeve listine
- Mitja Čander (9. marec 1974, Hoče), esejist, urednik in založnik; bil je programski direktor Evropske prestolnice kulture - Maribor 2012; ambasador Mariborske knjižnice
- Aleš Čeh (7. april 1968, Maribor), nogometaš in trener
- Avgust Demšar (8. julij 1962, Maribor), pisatelj
- Sven Dodlek (28. september 1995, Maribor), nogometaš
- Timotej Dodlek (23. november 1989, Čakovec), nogometaš
- Mladen Dolar (29. januar 1951, Maribor), filozof
- Marjan Drev (16. december 1955, Celje), kipar; Pomembna dela: A.M.Slomšek-Maribor in Lendava, Msgr.Lojze Kozar-Okoslavci, sv.Nikolaj-Muska Sobota, Milan Česnik-Ljubljana, Elvira Vatovec-Strunjan, Vera Šlander-Polzela, prostorska instalacija-Rakušev trg v Mariboru
- Bojan Emeršič (22. julij 1963, Maribor), igralec in komik
- Jerneja Ferlež (9. maj 1968, Maribor), etnologinja in bibliotekarka
- Gašper Fištravec (27. januar 1987, Maribor), veslač
- Vojko Flis (7. november 1955, Maribor), zdravnik, kirurg in profesor
- Melita Forstnerič Hajnšek (17. april 1959, Ljubljana), novinarka, urednica in publicistka; Sodelavka časnika Večer
- Barbara Gabrielle (24. januar 1974, Ljubljana), pevka in pesnica; Bila sodelavka mariborske opere
- Vesna Godina (1957, Maribor), socialna in kulturna antropologinja; Predavateljica na Filozofski fakulteti v Mariboru; Velja za eno najbolj branih slovenskih družbenih kritičark, kolumnistka Delove priloge Ona, sobotne priloge Večera, revije Viva itd.
- Polona Hercog (20. januar 1991, Maribor), teniška igralka
- Andrej Ivanuša (8. julij 1958, Maribor), pisatelj, založnik, urednik in publicist
- Jure Ivanušič (24. marec 1973, Maribor), igralec, pianist, skladatelj, šansonjer in prevajalec
- Drago Jančar (13. april 1948, Maribor), pisatelj, dramatik in esejist
- Marko Japelj (1961, Maribor), scenograf; Sodelavec SNG Maribor; Leta 2009 je prejel Borštnikovo nagrado za scenografijo (Henrik Ibsen, Peer Gynt)
- Marko Jesenšek (14. marec 1960, Maribor), jezikoslovec slavist, univ. profesor in izr. član SAZU
- Stane Jurgec (26. julij 1947, Maribor), skladatelj, dirigent in pedagog
- Zora A. Jurič (15. september 1953, Maribor), kulturnica; Je avtorica Pesniškega turnirja za naziv vitez/vitezinja poezije
- Janko Kastelic (10. Januar 1969, Ljubljana) skladatelj,  2008–11 direktor mariborske opere
- Matjaž Kek (9. september 1961, Maribor), nogometaš in trener; Je nekdanji nogometaš ter trener Maribora, Rijeke in slovenske reprezentance
- Maja Keuc (16. januar 1992, Maribor), pevka
- Aleksander Knavs (5. december 1975, Maribor), nogometaš
- Miran Kolbl (28. maj 1968, Maribor), violinist
- Simona Kopinšek (27. januar 1981, Celje), pesnica, pisateljica, novinarka in publicistka; Od leta 2012 na Radiu Maribor ustvarja in vodi oddaje povezane z literaturo
- Dragica Korade (1963, Maribor – 2019), novinarka in publicistka
- Katja Koren (6. avgust 1975, Maribor), alpska smučarka
- Silvin Košak (3. marec 1942, Maribor), arheolog, hetitolog, indoevropski jezikoslovec, dopisni član SAZU
- Luka Krajnc (19. september 1994, Ptuj), nogometaš; 2010–11 igral za NK Maribor
- Rene Krhin (21. maj 1990, Maribor), nogometaš
- Robert Lešnik (1971, Limbuš), industrijski (avtomobilski) oblikovalec, mdr. pri podjetju Mercedes-Benz
- Igor Majcen (22. julij 1952, Maribor), pedagog, skladatelj, zborovodja
- Svetlana Makarovič (1. januar 1939, Maribor), pisateljica, pevka, igralka, pesnica, mladinska pisateljica
- Jože Mlinarič (13. marec 1935, Maribor – 13. november 2021), zgodovinar, prevajalec in akademik; Od leta 2001 je redni član SAZU; Leta 2003 je prejel naziv zaslužni profesor UM
- Georg Mohr (2. februar 1965, Maribor), šahist, publicist in trener šaha; ureja mesečnik Šahovska misel
- Matjaž Mulej (20. januar 1941, Maribor), ekonomist, profesor; prejel naziv zaslužni profesor UM in častni občan mestne občine Maribor
- Damjan Murko (5. februar 1985, Maribor), pevec
- Jan Muršak (20. januar 1988, Maribor), hokejist
- Vlado Novak (9. april 1952, Maribor), igralec; prvak Drame SNG Maribor; prejemnik nagrade Prešernovega sklada, Glazerjeve listine, Borštnikovega prstana itd.
- Ludvik Pandur (12. avgust 1947, Slovenj Gradec), slikar, grafik; profesor na Pedagoški fakulteti UM
- Tomaž Pandur (19. februar 1963, Maribor – 12. april 2016, Skopje), gledališki režiser; maturiral na Prvi gimnaziji Maribor in deloval kot umetniški vodja drame SNG Maribor; prejel je nagrado Prešernovega sklada, Borštnikovo nagrado, Zlati grb mesta Maribor itd.
- Tone Partljič (5. avgust 1940, Maribor), pisatelj, dramatik, učitelj in politik; gimnazijo in Pedagoško akademijo zaključil v Mariboru; Bil je predsednik društva Bralne značke Slovenije, poslanec Državnega zbora Republike Slovenije in sodelavec Borštnikovega srečanja; Prejel je vrsto nagrad, Prešernovo nagrado, Grumovo nagrado, Glazerjevo nagrado, Levstikovo nagrado itd.
- Dejan Pečenko (13. december 1958, Maribor), pianist in skladatelj
- Teodor Petrič (30. april 1959, Celje), jezikoslovec, profesor; profesor za moderni nemški jezik na Filozofski fakulteti Univerze v Mariboru
- Marjan Pipenbacher (22. avgust 1957, Ljubljana), inženir; doštudiral je v Mariboru na Fakulteti za gradbeništvo; projektiral je več kor 200 mostov in viaduktov v Sloveniji in tujini (Koroški most v Mariboru, viadukt Črni kal, Pelješac itd.); leta je 2009 je prejel častni naziv inženir leta
- Franci Pivec (22. avgust 1943, Olimje), filozof, sociolog, politik in kulturni delavec; sodeloval je pri nastajanju Univerze Maribor, predaval filozofijo, kasneje deloval na IZUM v Mariboru
- Dragan Potočnik (1959, Maribor), zgodovinar, profesor, pesnik in pisatelj; med drugimi piše tudi o zgodovini Maribora
- Miran Potrč (27. marec 1938, Maribor), politik; bil prvi predsednik sveta Univerze v Mariboru in predavatelj ter strokovni svetovalec za pravna vprašanja mariborskim podjetjem
- Zoran Predin (16. junij 1958, Maribor), pevec, tekstopisec in kantavtor
- Vilibald Premzl (1940), arhitekt, urbanist in strokovnjak za varstvo okolja; bil mestni svetnik Mestne občine Maribor
- Primož Premzl (12. junij 1963, Maribor) galerist, založnik, zbiratelj; ima bogato zbirko priložnostnih razglednic, fotografij, risb, načrtov, povezanih z Mariborom
- France Prosnik (18. januar 1945, Slovenske Konjice), klinični psiholog in biblioterapevt; predaval na Pedagoški akademiji v Mariboru; je ambasador Mariborske knjižnice
- Marko Ranilovič (25. november 1986, Maribor), nogometaš
- Mitja Reichenberg (25. september 1961, Maribor), esejist, skladatelj, pianist
- Branimir Ritonja (1961, Maribor), fotograf
- Karmina Šilec (30. avgust 1967, Maribor), dirigentka; vodja zbora Carmina Slovenica
- Igor Štromajer (29. december 1967, Maribor), multimedijski umetnik
- Ilka Štuhec (26. oktober 1990, Slovenj Gradec), smučarka; doma v Mariboru
- Ivan Janez Štuhec (17. november 1953, Celje), teolog, filozof in duhovnik; od leta 1996 je direktor zavoda Antona Martina Slomška v Mariboru
- Miran Štuhec (1. oktober 1952, Maribor), literarni zgodovinar, literarni teoretik in profesor
- Luka Šulić (25. avgust 1987, Maribor), violončelist, član 2Cellos
- Peter Ternovšek (10. april 1947, Maribor), igralec; član ansambla Drame SNG Maribor
- Ludvik Toplak (13. julij 1942, Mostje), pravnik, politik in diplomat; tri mandate je bil rektor Univerze v Mariboru
- Marin Turcu (26. Marec 1945, Cluj), baletni plesalec in koreograf; od leta 1987 je član SNG Maribor
- Valentina Turcu (1974, Zagreb), koreografinja, baletna plesalka in oblikovalka giba; Od leta 1993 je sodelavka SNG Maribor
- Dragica Turjak (13. marec 1958, Maribor), bibliotekarka
- Marjan Turnšek (25. julij 1955, Celje), teolog, duhovnik, profesor in pisatelj; upokojeni mariborski nadškof
- Danilo Türk (19. februar 1952, Maribor), politik, diplomat, univerzitetni profesor, pravnik
- Breda Varl (16. januar 1949, Maribor), oblikovalka lutk, scenografka, kostumografinja; bila je likovna urednica pri Založbi Obzorja v Mariboru, sodelovala z Lutkovnim gledališčem Maribor ter z SNG Maribor
- Tine Varl (3. maj 1940, Maribor), lutkar; bil je iniciator in soustanovitelj Lutkovnega gledališča Maribor
- Nataša Vaupotič (17. julij 1967, Ptuj), fizičarka in profesorica; predava na Fakulteti za naravoslovje in matematiko v Mariboru
- Janja Vidmar (1962, Ptuj), pisateljica, urednica in scenaristka; živi in deluje v Mariboru
- Peter Vilfan (29. junij 1957, Maribor), košarkar  in politik; ustanovil je šolo košarke za mlade v Mariboru: Košarkarska šola »Peter Vilfan«
- Saša Vujačić (8. marec 1984, Maribor), košarkar
- Zlatko Zahovič (1. februar 1971, Maribor), nogometaš
- Jure Zdovc (13. december 1966, Maribor), košarkar
- Manja Žugman (8. junij 1977, Maribor), profesorica, pesnica, pisateljica in novinarka